# Пирофосфат кальция
Пирофосфат кальция — неорганическое соединение, соль кальция и пирофосфорной кислоты с формулой Ca2P2O7. Образует кристаллогидрат.

## Получение
- Разложением гидроортофосфата кальция:

{\displaystyle {\mathsf {2\ CaHPO_{4}\ {\xrightarrow {>100^{o}C}}\ Ca_{2}P_{2}O_{7}+H_{2}O}}}
- Обменной реакцией с пирофосфатом натрия:

{\displaystyle {\mathsf {Na_{4}P_{2}O_{7}+2\ CaCl_{2}\ {\xrightarrow {\ }}\ Ca_{2}P_{2}O_{7}+4\ NaCl}}}

## Физические свойства
Безводный пирофосфат кальция образует белые кристаллы, нерастворимые в воде.
Известен кристаллогидрат Ca2P2O7•5H2O, бесцветные кристаллы с плотностью 2,25 г/см³.

## Химические свойства
- Пирофосфат кальция гидролизуется в перегретых парах воды:

{\displaystyle {\mathsf {3\ Ca_{2}P_{2}O_{7}+3\ H_{2}O\ {\xrightarrow {280^{o}C}}\ 2\ Ca_{3}(PO_{4})_{2}+2\ H_{3}PO_{4}}}}

## Применение
Применяется в качестве мягкого абразива в составе зубных порошков, как компонент жидких моющих средств, зубных цементов.